# Bruzdowiórek chiński
Bruzdowiórek chiński (Aeretes melanopterus) – gatunek ssaka z rodziny wiewiórkowatych (Sciuridae) występujący endemicznie w Chinach. Jedyny żyjący współcześnie przedstawiciel rodzaju bruzdowiórek (Aeretes). Gatunek bruzdowiórek chiński obejmuje dwa podgatunki:
- A. melanopterus melanopterus Milne-Edwards, 1867
- A. melanopterus szechuanensis Wang, Tu & Wang, 1966